# Fast Ethernet
Fast Ethernet (Швидкий Ethernet) — термін, що описує набір стандартів Ethernet для пакетної передачі даних з номінальною швидкістю 100 Мбіт/с, що в 10 разів швидше за початкову для Ethernet швидкість у 10 Мбіт/с. Він визначений 1995 року в документі IEEE 802.3u. На сьогодні існують швидші в 10 (Gigabit Ethernet) і 100 (10 Gigabit Ethernet) разів стандарти технології Ethernet.

## Фізичний рівень технології Fast Ethernet
Всі відмінності технології Fast Ethernet від Ethernet зосереджені на фізичному рівні. Рівні MAC і LLC у Fast Ethernet залишилися абсолютно тими ж, і їх описують колишні глави стандартів 802.3 і 802.2. Тому, розглядаючи технологію Fast Ethernet, тут описуються тільки кілька варіантів її фізичного рівня.

## Відмінності технології Fast Ethernet від Ethernet
Складніша структура фізичного рівня технології Fast Ethernet викликана тим, що в ній використовуються три варіанти кабельних систем:
- волоконно-оптичний багатомодовий кабель, використовуються два волокна;
- кручена пари категорії 5, використовуються дві пари;
- кручена пари категорії 3, використовуються чотири пари.

Коаксіальний кабель, що дав світу першу мережу Ethernet, у число дозволених середовищ передачі даних нової технології Fast Ethernet не потрапив. Це загальна тенденція багатьох нових технологій, оскільки на невеликих відстанях кручена пара категорії 5 дозволяє передавати дані з тією же швидкістю, що і коаксіальний кабель, але мережа виходить більш дешевою і зручною в експлуатації. На великих відстанях оптичне волокно володіє набагато ширшою смугою пропускання, чим коаксіал, а вартість мережі виходить ненабагато вище, особливо якщо врахувати високі витрати на пошук і усунення несправностей у великій кабельній коаксіальній системі.
Відмова від коаксіального кабелю привела до того, що мережі Fast Ethernet завжди мають ієрархічну деревоподібну структуру, побудовану на концентраторах, як і мережі 10-Base-T/10Base-F. Основною відмінністю конфігурацій мереж Fast Ethernet є скорочення діаметра мережі приблизно до 200 м, що порозумівається зменшенням часу передачі кадру мінімальної довжини в 10 разів за рахунок збільшення швидкості передачі в 10 разів у порівнянні з 10-мегабітним Ethernet.
Проте ця обставина не дуже перешкоджає побудові великих мереж на технології Fast Ethernet. Справа в тому, що середина 90-х років відзначена не тільки широким розповсюдженням недорогих високошвидкісних технологій, але і бурхливим розвитком локальних мереж на основі комутаторів. При використанні комутаторів протокол Fast Ethernet може працювати в повнодуплексному режимі, у який немає обмеження на загальну довжину мережі, а залишаються тільки обмеження на довжину фізичних сегментів, що з'єднують сусідні пристрої (адаптер — комутатор чи комутатор — комутатор). Тому при створенні магістралей локальних мереж великої довжини технологія Fast Ethernet також активно застосовується, але тільки в повнодуплексному варіанті, разом з комутаторами.
У даному розділі розглядається напівдуплексний варіант роботи технології Fast Ethernet, що цілком відповідає визначенню методу доступу, описаному в стандарті 802.3.
У порівнянні з варіантами фізичної реалізації Ethernet (а їх нараховується шість), у Fast Ethernet відмінності кожного варіанта від інших глибше — міняється як кількість провідників, так і методи кодування. А тому що фізичні варіанти Fast Ethernet створювалися одночасно, а не еволюційно, як для мереж Ethernet, то малась можливість детально визначити ті підрівні фізичного рівня, що не змінюються від варіанта до варіанта, і ті підрівні, що специфічні для кожного варіанта фізичного середовища.

## Специфікації
Офіційний стандарт 802.3u встановив три різних специфікації для фізичного рівня Fast Ethernet і дав їм такі назви:
- 100Base-TX для двопарного кабелю на неекранованій крученій парі UTP категорії 5 чи екранованій крученій парі STP Type 1;
- 100Base-T4 для кабелю з чотирьох пар на неекранованій крученій парі UTP категорії 3, 4 чи 5;
- 100Base-FX для багатомодового оптоволоконого кабелю, використовуються два волокна.

Структура фізичного рівня Fast Ethernet
Для всіх трьох стандартів справедливі такі твердження і характеристики:
- Формати кадрів технології Fast Ethernet не відрізняються від форматів кадрів технологій 10-мегабітного Ethernet.

Міжкадровий інтервал (IPG) дорівнює 0,96 мкс, а бітовий інтервал дорівнює 10 нс. Усі тимчасові параметри алгоритму доступу (інтервал відстрочки, час передачі кадру мінімальної довжини тощо), вимірюються в бітових інтервалах, залишилися старими, тому зміни в розділи стандарту, що стосуються рівня MAC, не вносилися.
Ознакою вільного стану середовища є передача по ньому символу Idle відповідного надлишкового коду (а не відсутність сигналів, як у стандартах Ethernet 10 Мбіт/с).
Фізичний рівень включає три елементи:
- рівень узгодження (reconciliation sublayer);
- незалежний від середовища інтерфейс (Media Independent Interface, МП);
- пристрій фізичного рівня (Physical layer device, PHY).

### Рівень узгодження
Рівень узгодження потрібний для того, щоб рівень MAC, розрахований на інтерфейс AUI, зміг працювати з фізичним рівнем через інтерфейс МІІ.
Пристрій фізичного рівня (PHY) складається, у свою чергу, з декількох підрівнів:
- підрівня логічного кодування даних, що перетворює поступаючі від рівня MAC байти в символи коду 4В/5В чи 8В/6Т (обидва коди використовуються в технології Fast Ethernet);
- підрівня фізичного приєднання і підрівня залежності від фізичного середовища (PMD), що забезпечують формування сигналів відповідно до методу фізичного кодування, наприклад NRZI чи MLT-3;
- підрівня автопереговорів, що дозволяє двом взаємодіючим портам автоматично вибрати найефективніший режим роботи, наприклад, напівдуплексний чи повнодуплексний (цей підрівень є факультативним).

### Інтерфейс МІІ
Інтерфейс МІІ підтримує незалежний від фізичного середовища спосіб обміну даними між підрівнем MAC і підрівнем PHY. Цей інтерфейс аналогічний по призначенню інтерфейсу AUI класичного Ethernet за винятком того, що інтерфейс AUI розташовувався між підрівнем фізичного кодування сигналу (для будь-яких варіантів кабелю використовувався однаковий метод фізичного кодування — манчестерський код) і підрівнем фізичного приєднання до середовища, а інтерфейс МІІ розташовується між підрівнем MAC і підрівнями кодування сигналу, яких у стандарті Fast Ethernet три — FX, ТХ і Т4.
Роз'єм МІІ на відміну від рз'єму AUI має 40 контактів, максимальна довжина кабелю МІІ становить один метр. Сигнали, передані по інтерфейсі МП, мають амплітуду 5 В.
Фізичний рівень 100Base-FX — багатомодове оптоволокно, два волокна.
Ця специфікація визначає роботу протоколу Fast Ethernet по багатомодовому оптоволокну в напівдуплексному і повнодуплексному режимах на основі добре перевіреної схеми кодування FDDI. Як і в стандарті FDDI, кожен вузол з'єднується з мережею двома оптичними волокнами, що йдуть від приймача (Rx) і від передавача (Тх).
Між специфікаціями 100Base-FX і 100Base-TX є багато загального, тому загальні для двох специфікацій властивості будуть даватися під узагальненою назвою 100Base-FX/TX.
У той час як Ethernet зі швидкістю передачі 10 Мбіт/с використовує манчестерське кодування для представлення даних при передачі по кабелю, у стандарті Fast Ethernet визначений інший метод кодування — 4В/5В. Цей метод уже показав свою ефективність у стандарті FDDI і без змін перенесений у специфікацію 100Base-FX/TX. При цьому методі кожні 4 біти даних підрівня MAC (що звуться символами) представляються 5 бітами. Надлишковий біт дозволяє застосувати потенційні коди при представленні кожного з п'яти біт у виді електричних чи оптичних імпульсів. Існування заборонених комбінацій символів дозволяє відбраковувати помилкові символи, що підвищує стійкість роботи мереж з 100Base-FX/TX.
Для відділення кадру Ethernet від символів Idle використовується комбінація символів Start Delimiter (пара символів J (11000) і К (10001) коду 4В/5В, а після завершення кадру перед першим символом Idle вставляється символ Т.
Неперервний потік даних специфікації 100Base-FX/TX
Після перетворення 4-бітових порцій кодів MAC у 5-бітові порції фізичного рівня їх необхідно представити у вигляді оптичних чи електричних сигналів у кабелі, що з'єднує вузли мережі. Специфікації 100Base-FX і 100Base-TX використовують для цього різні методи фізичного кодування — NRZI і MLT-3 відповідно (як і в технології FDDI при роботі через оптоволокно і кручену пару).

### Пристрій фізичного рівня
Фізичний рівень 100Base-TX — кручена пара UTP Cat 5 чи STP Type 1, дві пари.
Як середовище передачі даних специфікація 100Base-TX використовує кабель UTP категорії 5 чи кабель STP Type 1. Максимальна довжина кабелю в обох випадках — 100 м.
Основні відмінності від специфікації 100Base-FX — використання методу MLT-3 для передачі сигналів 5-бітових порцій коду 4В/5В по крученій парі, а також наявність функції автопереговорів (Auto-negotiation) для вибору режиму роботи порту. Схема автопереговорів дозволяє двом з'єднаним фізично пристроям, що підтримують кілька стандартів фізичного рівня, які відрізняються бітовою швидкістю і кількістю кручених пар, вибрати найвигідніший режим роботи. Звичайно процедура автопереговорів відбувається при приєднанні мережного адаптера, що може працювати на швидкостях 10 і 100 Мбіт/с, до концентратора чи комутатора.
Описана нижче схема Auto-negotiation сьогодні є стандартом технології 100Base-T. До цього виробники застосовували різні власні схеми автоматичного визначення швидкості роботи взаємодіючих портів, які не були сумісні. Прийняту як стандарт схему Auto-negotiation запропонувала спочатку компанія National Semiconductor за назвою NWay.
Всього в наш час[коли?] визначено 5 різних режимів роботи, що можуть підтримувати пристрої 100Base-TX чи 100Base-T4 на кручених парах:
- 10Base-T — 2 пари категорії 3;
- 10Base-T full-duplex — 2 пари категорії 3;
- 100Base-TX — 2 пари категорії 5 (чи Type 1A STP);
- 100Base-T4 — 4 пари категорії 3;
- 100Base-TX full-duplex — 2 пари категорії 5 (чи Type 1A STP).

Режим 10Base-T має найнижчий пріоритет у переговорному процесі, а повнодуплексний режим 100Base-T4 — найвищий. Переговорний процес відбувається при включенні живлення пристрою, а також може бути ініційований у будь-який момент модулем керування пристрою.
Пристрій, що почав процес auto-negotiation, посилає своєму партнеру пачку спеціальних імпульсів Fast Link Pulse burst (FLP), у якому міститься 8-бітне слово, що кодує запропонований режим взаємодії, починаючи із самим пріоритетним, який підтримується даним вузлом.
Якщо вузол-партнер підтримує функцію auto-negotuiation і також може підтримувати запропонований режим, він відповідає пачкою імпульсів FLP, у якій підтверджує даний режим, і на цьому переговори закінчуються. Якщо ж вузол-партнер може підтримувати менш пріоритетний режим, то він вказує його у відповіді, і цей режим вибирається як робочий. Таким чином, завжди вибирається найпріоритетніший загальний режим вузлів.
Вузол, що підтримує тільки технологію 10Base-T, кожні 16 мс посилає манчестерські імпульси для перевірки цілісності лінії, що зв'язує його із сусіднім вузлом. Такий вузол не розуміє запит FLP, що робить йому вузол з функцією Auto-negotiation, і продовжує посилати свої імпульси. Вузол, що одержав у відповідь на запит FLP тільки імпульси перевірки цілісності лінії, розуміє, що його партнер може працювати тільки по стандарті 10Base-T, і встановлює цей режим роботи і для себе.
Фізичний рівень 100Base-T4 — кручена пара UTP Cat 3, чотири пари.
Специфікація 100Base-T4 була розроблена для того, щоб можна було використовувати для високошвидкісного Ethernet наявну проводку на кручений парі категорії 3. Ця специфікація дозволяє підвищити загальну пропускну здатність за рахунок одночасної передачі потоків біт по всіх 4 парах кабелю.
Специфікація 100Base-T4 з'явилася пізніше інших специфікацій фізичного рівня Fast Ethernet. Розробники цієї технології в першу чергу хотіли створити фізичні специфікації, найбільш близькі до специфікацій 10Base-T і 10Base-F, що працювали на двох лініях передачі даних: двох парах чи двох волокнах. Для реалізації роботи з двох кручених пар довелося перейти на якісніший кабель категорії 5.
У той же час розробники конкуруючої технології 100VG-AnyLAN зробили ставку на роботу з крученою парою категорії 3; сама головна перевага складалася не стільки у вартості, а в тому, що вона була вже прокладена в великій кількості будинків. Тому після випуску специфікацій 100Base-TX і 100Base-FX розробники технології Fast Ethernet реалізували свій варіант фізичного рівня для крученої пари категорії 3.
Замість кодування 4В/5В в цьому методі використовується кодування 8В/6Т, що має більш вузький спектр сигналу і при швидкості 33 Мбіт/с укладається в смугу 16 Мгц крученої пари категорії 3 (при кодуванні 4В/5В спектр сигналу в цю смугу не вкладається). Кожні 8 біт інформації рівня MAC кодуються 6-ма трійковими цифрами (ternary symbols), тобто цифрами, що мають три стани. Кожна трійкова цифра має тривалість 40 нс. Група з 6-ти трійкових цифр потім передається на одну з трьох передавальних кручених пар, незалежно і послідовно.
Четверта пара завжди використовується для прослуховування несучої частоти з метою виявлення колізії. Швидкість передачі даних по кожній із трьох передавальних пар дорівнює 33,3 Мбіт/с, тому загальна швидкість протоколу 100Base-T4 становить 100 Мбіт/с. У той же час через прийнятий спосіб кодування швидкість зміни сигналу на кожній парі дорівнює всього 25 Мбод, що і дозволяє використовувати кручену пару категорії 3.
На мал. показане з'єднання порту MDI мережного адаптера 100Base-T4 з портом MDI-X концентратора (приставка Х говорить про те, що в цього роз'єму приймача і передавача міняються парами кабелю в порівнянні з роз'ємами мережного адаптера, що дозволяє простіше з'єднувати пари проводів у кабелі — без перехрещування). Пари 1-2 завжди потрібні для передачі даних від порту MDI до порту MDI-X, пари 3-6 для прийому даних портом MDI від порту MDI-X, а пари 4-5 і 7-8 є двонаправленими і використовуються як для прийому, так і для передачі, в залежності від потреби.